# Bonapartemöwe

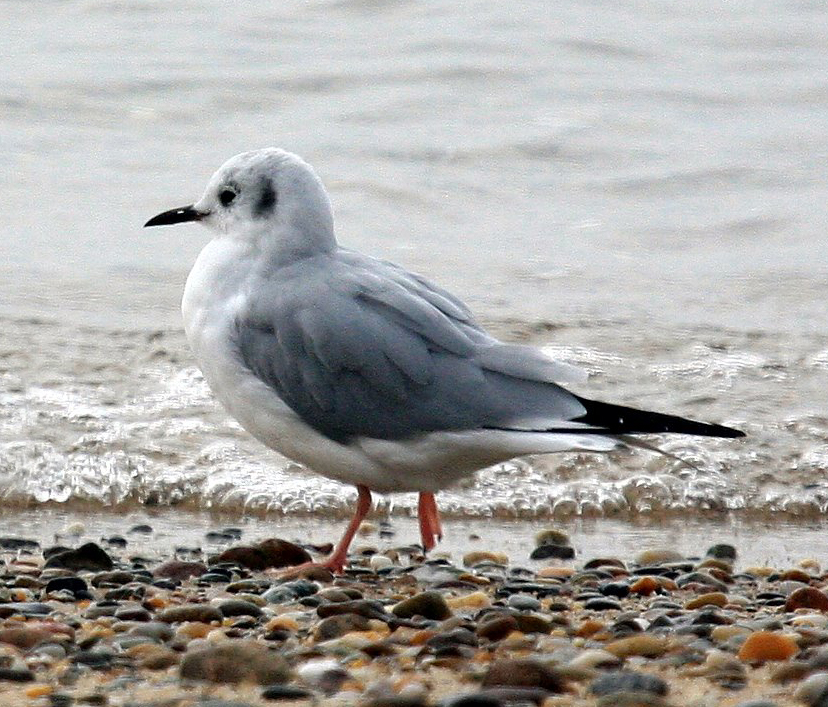
Bonapartemöwe im Schlichtkleid

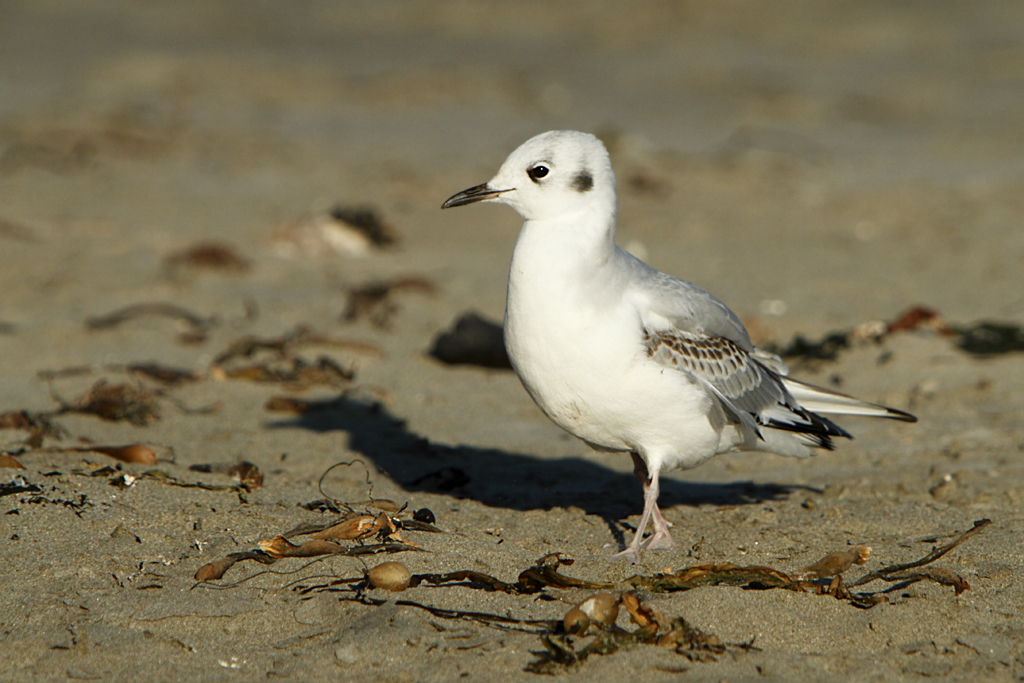
Jungvogel im ersten Winter

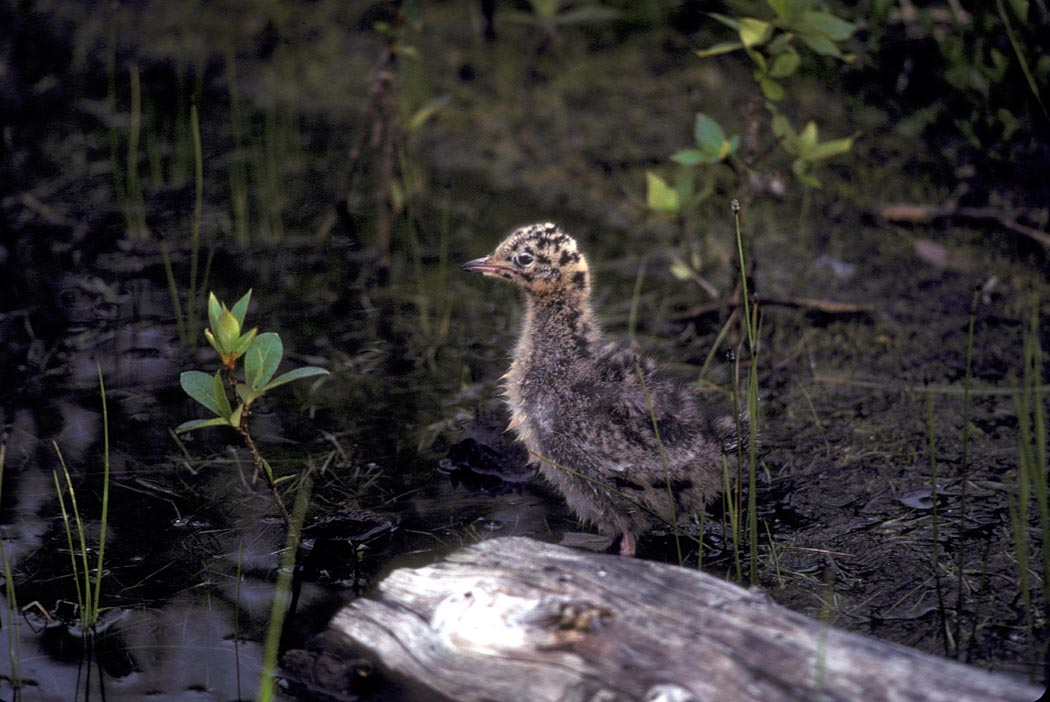
Küken

Die Bonapartemöwe (Chroicocephalus philadelphia, Syn.: Larus philadelphia) ist eine monotypische Möwenart. Es handelt sich um eine nearktische Art, die sehr viel Ähnlichkeit mit der Lachmöwe aufweist, aber etwas kleiner ist. Ihren Namen trägt die Bonapartemöwe zu Ehren des französischen Naturwissenschaftlers Charles Lucien Bonaparte, einem Neffen von Napoleon Bonaparte.
Die IUCN stuft die Bonapartemöwe als ungefährdet (least concern) ein und schätzt den weltweiten Bestand auf 260.000 bis 530.000 geschlechtsreife Individuen.

## Erscheinungsbild
Die Bonapartemöwe erreicht eine Körperlänge von 28 bis 30 Zentimetern. Die Flügelspannweite beträgt 90 bis 100 Zentimeter. Das Gewicht variiert zwischen 180 und 230 Gramm.
Im Prachtkleid hat die Bonapartemöwe einen dunkelgrauen oder schwarzen Kopf. Die schwarze Färbung erstreckt sich vom oberen Nacken bis zum Kinn. Der Schnabel ist schwarz, das Schnabelinnere ist leuchtend orange-rot. Sie hat einen sehr dünnen dunkelrötlichen Augenring, die Iris ist dunkelbraun. Über und unter dem Auge befinden sich zwei weiße halbmondförmige Flecken. Die Körperoberseite und der Schwanz sind weiß, die Brust und der Bauch wirkt bei einigen Individuen pinkfarben überwaschen. Die Körperoberseite ist blaugrau, die äußeren Handschwingen haben schwarze Spitzen. Die Beine sind rot. 
Im Schlichtkleid fehlt die dunkle Kopfkappe. Lediglich in Höhe des Ohrs haben Bonapartemöwen einen schwarzen, meist halbmondförmigen Fleck. Ein weiterer, sehr kleiner dunkelgrauer Fleck findet sich vor dem Auge. Der Oberkopf wirkt schmutzig grau. Die Beine sind im Ruhekleid pinkfarben. 
Jungvögel haben ebenfalls einen dunklen Ohrfleck, der Oberkopf und der Nacken sind schmutzig-bräunlich überwaschen. Die Körperoberseite ist blass graubraun. Die Dunenküken sind schwarz und braun gefleckt.
Im Verbreitungsgebiet besteht lediglich eine Verwechslungsmöglichkeit mit der Schwalbenmöwe. Diese hat jedoch einen gegabelten Schwanz.

## Verbreitungsgebiet
Die Bonapartemöwe brütet im Süden Alaskas, sie ist allerdings sowohl an der westlichen als auch der nördlichen Küste selten. Sie ist außerdem ein Brutvogel des Yukon-Territoriums und kommt von dort bis an die südliche Grenze der Hudson Bay vor. Ihr Lebensraum sind Seen innerhalb des Waldgürtels.
Die Bonapartemöwe ist ein Zugvogel und zieht im Winterhalbjahr an die Ost- und Westküste der Vereinigten Staaten. Sie überwintert außerdem an den Großen Seen.

## Lebensweise
Brütende Bonapartemöwen fressen überwiegend Insekten, die sie sowohl im Flug fangen als auch vom Boden oder der Wasseroberfläche aufpicken. Im Winterhalbjahr spielen Fische und Krustentiere eine größere Rolle im Nahrungsspektrum. In dieser Zeit sind Bonapartemöwen sehr gesellige Vögel.
Sie brüten gewöhnlich einzeln, gelegentlich kommen jedoch auch kleine Brutkolonien vor. Sie gehen nach jetzigem Wissensstand eine monogame Saisonehe ein. Sie bauen ihre Nester in Bäumen, was für Möwen sehr ungewöhnlich ist. Das Nest besteht aus kleinen Ästchen und wird mit Moos und Gras ausgelegt. Sie nutzen gelegentlich Nester aus dem Vorjahr, die sie dann weiter ausbauen.
Das Gelege besteht gewöhnlich aus drei Eiern. Diese sind rötlichbraun-olivfarben oder graubräunlich mit braunen Flecken. Die Brutzeit beträgt 22 bis 25 Tage. Beide Elternvögel sind an der Brut beteiligt. Die Jungvögel sind in einem Alter von etwa 35 Tagen flügge. Bonapartemöwen brüten frühestens im Alter von zwei Jahren das erste Mal.

## Belege

### Einzelbelege
1. ↑   Factsheet auf BirdLife International
2. ↑   Sale, S. 241
3. ↑   Sale, S. 241
4. ↑   Sale, S. 241